# 6月5日
6月5日是公历一年中的第156天（闰年第157天），离全年结束还有209天。

## 大事记

### 19世紀以前
- 前482年：黄池会盟，吴王夫差与晋争霸。
- 663年：唐高宗决定将大明宫作为唐朝政府所在地和皇室居住处。
- 1644年：多尔衮入北京，清朝入主中原。

### 19世紀
- 1832年：法國巴黎支持共和制的学生发动起义，試圖推翻国王路易-菲利普一世的统治。
- 1849年：丹麦通过实行君主立宪制国家的《丹麦王国宪法》，并建立两院制的丹麦议会。
- 1851年：汤姆叔叔的小屋在美国报纸《国家时代（英语：The National Era）》上开始连载。
- 1862年：越南阮朝皇帝嗣德帝與法國、西班牙簽訂《西貢條約》，不過張定等人持續對抗法國軍隊。
- 1897年：《古社寺保存法》通過，對日本國寶級的建築物和文物進行保護。
- 1899年：菲律賓陸軍總司令安東尼奧·盧納在美菲戰爭期間遇刺身亡。

### 20世紀
- 1926年：蒋中正被任命为国民革命军总司令，叶挺独立团攻克湖南攸县，國民革命軍北伐开始。
- 1941年：日军轰炸中国重庆，市民在防空洞内发生混乱，导致二千多人死亡，史稱重庆隧道惨案。
- 1942年：美國对匈牙利、羅馬尼亞及保加利亞宣戰。
- 1947年：冷战：美国国务卿乔治·马歇尔在哈佛大学发表演讲，提出帮助欧洲战后重建的马歇尔计划。
- 1959年：新加坡首任自治政府宣誓就职。
- 1967年：以色列国防军对毗邻的埃及、约旦和叙利亚等阿拉伯国家发动空袭及大规模入侵，最终成功占领东耶路撒冷、戈兰高地、西奈半岛、加萨走廊、约旦河西岸等地。
- 1968年：联邦参议员、5年前被刺杀美国前总统约翰·F·肯尼迪的弟弟，民主党总统初选候选人罗伯特·F·肯尼迪被刺杀。
- 1972年：在瑞典首都斯德哥爾摩召開的世界上第一次《聯合國人類環境會議》建議，並於同年10月，經第27屆聯合國大會通過確定每年6月5日為世界環境日。
- 1975年：苏伊士运河在关闭八年后重新开放。
- 1977年：美国苹果公司研发的Apple II微型计算机正式上市。
- 1981年：美國疾病管制與預防中心正式通報洛杉磯的肺囊蟲肺炎病患為全球首起愛滋病感染案例。
- 1989年：六四清场翌日，坦克人在北京长安街阻挡解放军59式坦克前进，其画面成为20世纪最著名的照片之一。
- 1991年：香港立法局三讀通過人權法，保障市民有言論、思想、結社、和平集會等自由，任何人都應該得到法庭公開公正的審訊。人權法在6月8日生效之後，有六條法例由於可能抵觸人權法要凍結一年修訂。但是中方指人權法，凌駕於基本法，並且保留在1997年回歸之後再進行審查的權利。
- 1995年：美国物理学家埃里克·康奈尔和卡尔·威曼首次在铷-87原子蒸气中实现玻色–爱因斯坦凝态。
- 1997年：剛果共和國總統帕斯卡爾·利蘇巴預感到有人要發動政變，下令拘留他的競爭對手德尼·薩蘇-恩格索，從而引發第二次內戰。

### 21世紀
- 2004年：儘管法國同性婚姻尚未合法化，貝格勒市長諾埃爾·馬梅爾（英语：Noël Mamère）還是為兩名男子舉行了結婚儀式。
- 2006年：王永慶正式將台塑的董事長職務，交棒給弟弟王永在的長子王文淵。
- 2009年：中国四川省成都市发生公交车燃烧事件，造成27人死亡，74受伤。
- 2012年：亚洲、大洋洲、北美洲、欧洲大部、非洲东部、南美洲西北部出现金星凌日天象，为21世纪最后一次金星凌日。
- 2015年：马来西亚沙巴州兰瑙发生6.0级地震，是马来西亚自1976年以來震度最強的地震。
- 2017年：蒙特內哥羅加入北大西洋公約組織。

## 出生
- 1075年：辽天祚帝耶律延禧，辽朝皇帝（1128年逝世）
- 1640年：蒲松齡，中國作家、小說家（1715年逝世）
- 1718年：湯瑪斯·齊本德爾，英國家具工匠（1779年逝世）
- 1771年：恩斯特·奧古斯特一世，漢諾威國王（1851年逝世）
- 1819年：约翰·柯西·亚当斯，英國数学家、天文学家，海王星的发现者之一（1892年逝世）
- 1883年：约翰·梅纳德·凯恩斯，英國经济学家（1946年逝世）
- 1900年：丹尼斯·蓋博，匈牙利裔英國物理學家，1971年諾貝爾物理學獎得主（1979年逝世）
- 1903年：顏水龍，台灣藝術家（1997年逝世）
- 1920年：考李留斯·雷恩，愛爾蘭裔美國記者、作家（1974年逝世）
- 1926年：王文采，中國植物分類學家（2022年逝世）
- 1933年：威廉·卡韓，加拿大數學家、計算機科學家
- 1934年：比爾·莫耶斯，美國記者、政治評論員，第11任白宮新聞發言人（2025年逝世）
- 1941年：埃佩利·奈拉蒂考，斐濟政治人物，第4任斐濟總統
- 1942年：特奧多羅·奧比昂·恩圭馬·姆巴索戈，赤道幾內亞政治人物，現任赤道幾內亞總統
- 1944年：陳勝宏，臺灣政治人物
- 1944年：惠特菲爾德·迪菲，美國密碼學家
- 1945年：約翰·卡洛斯，美國男子田徑運動員
- 1947年：陶德·艾金，美國政治人物（2021年逝世）
- 1951年：馬克·哈雷利克，美國男演員、劇作家
- 1953年：凱斯琳·甘迺迪，美國電影監製、剪輯師
- 1956年：肯尼·基，美國薩克斯風演奏家
- 1959年：袁淑珍，香港女性配音員
- 1963年：張學潤，香港形象設計師（2023年逝世）
- 1964年：雷克·萊爾頓，美國小說家
- 1965年：米高·E·布朗，美國天文學家
- 1965年：泰勒·貝茲，美國作曲家
- 1965年：穆薩·科尼，利比亞政治人物、外交官，現任利比亞總統委員會副主席
- 1971年：楊培安，台灣歌手
- 1971年：馬克·華伯格，美國男演員、製片人
- 1974年：葉文輝，新城電台唱片騎師
- 1975年：司徒文俊，香港足球運動員、教練、評述員
- 1976年：鈴木隆行，日本足球員
- 1976年：荷西·甘巴爾，香港西班牙籍足球教練
- 1977年：菅野祐悟，日本作曲家、音樂家
- 1978年：近藤孝行，日本男性聲優
- 1978年：豬口有佳，日本女性聲優
- 1979年：彼特·溫茲，美國樂手
- 1981年：楊岳橋，香港立法會議員
- 1981年：金子統昭，日本鼓手、男演員
- 1981年：黛安娜·薩拉薩爾·門德斯，厄瓜多法學家、律師
- 1982年：劉寅娜，韓國女演員
- 1982年：兹夫耶兹丹·米西莫维奇，波斯尼亚和黑塞哥维那足球运动员
- 1983年：錢柏渝，台灣女演員
- 1984年：張棋惠，台灣女藝人
- 1984年：希西莉亞·卡拉，法國女演員、歌手
- 1985年：林嘉緯，香港足球運動員
- 1988年：奧斯丁·達耶，美國職業籃球運動員
- 1989年：中島愛，日本女性聲優
- 1990年：王子謙，香港足球運動員
- 1990年：車珠英，韓國女演員
- 1991年：樂樂法利，美國YouTuber、饒舌歌手、單口喜劇演員
- 1992年：埃米莉·西博姆，澳大利亚游泳運動員
- 1995年：特洛伊·希文，澳大利亚演員、歌手、詞曲創作人
- 1998年：尤利婭·利普尼茨卡婭，俄羅斯女子花式滑冰運動員
- 1999年：秋英宇，韓國男演員
- 2001年：李彩領，韓國女子偶像團體ITZY成員
- 2004年：奧斯馬爾·奧爾韋拉，墨西哥男子跳水運動員
- 2005年：戴維德·華盛頓，巴西職業足球運動員

## 逝世
- 前74年：汉昭帝劉弗陵，西漢皇帝（前94年出生）
- 301年：司馬倫，西晉趙王，八王之亂中其中一王（240年出生）
- 1017年：三條天皇，日本第67代天皇（976年出生）
- 1039年：康拉德二世，神聖羅馬皇帝（約990年出生）
- 1316年：路易十世，法国国王（1289年出生）
- 1809年：路易-樊尚-約瑟夫·聖伊萊爾，法國將軍（1766年出生）
- 1826年：卡尔·马利亚·冯·韦伯，德国作曲家（1786年出生）
- 1899年：安東尼奧·盧納，菲律賓將軍（1866年出生）
- 1910年：欧·亨利，美国小说家（1862年出生）
- 1916年：赫伯特·基秦拿，英國陸軍元帥，第一代基秦拿伯爵（1850年出生）
- 1931年：索倫·歐文·貝利，美國天文學家（1854年出生）
- 1939年：徐世昌，中華民國（北洋政府）第二任總統（1855年出生）
- 1944年：林修二，台灣日治時期台籍日文作家（1914年出生）
- 1965年：艾莉娜·法瓊，英國作家（1881年出生）
- 1982年：西脇順三郎，日本詩人、英文學者（1894年出生）
- 2004年：罗纳德·里根，美國政治人物，第40任美国总统（1911年出生）
- 2007年：陳其寬，著名建築師、畫家（1921年出生）
- 2022年：艾力克·約翰·薩奇，美國音樂家，樂隊邦喬飛貝斯手（1951年出生）
- 2022年：羅曼·庫圖佐夫，俄羅斯陸軍少將（1969年出生）
- 2023年：羅伯特·漢森，美國聯邦調查局探員，蘇聯及俄羅斯間諜（1944年出生）
- 2024年：遠藤章，日本生物化學家（1933年出生）
- 2024年：迈克尔·J·莫斯利，英國製片人（1957年出生）

## 节假日和习俗
- 世界环境日
- 丹麦：憲法日、父親節